# Ich weiß, was du denkst

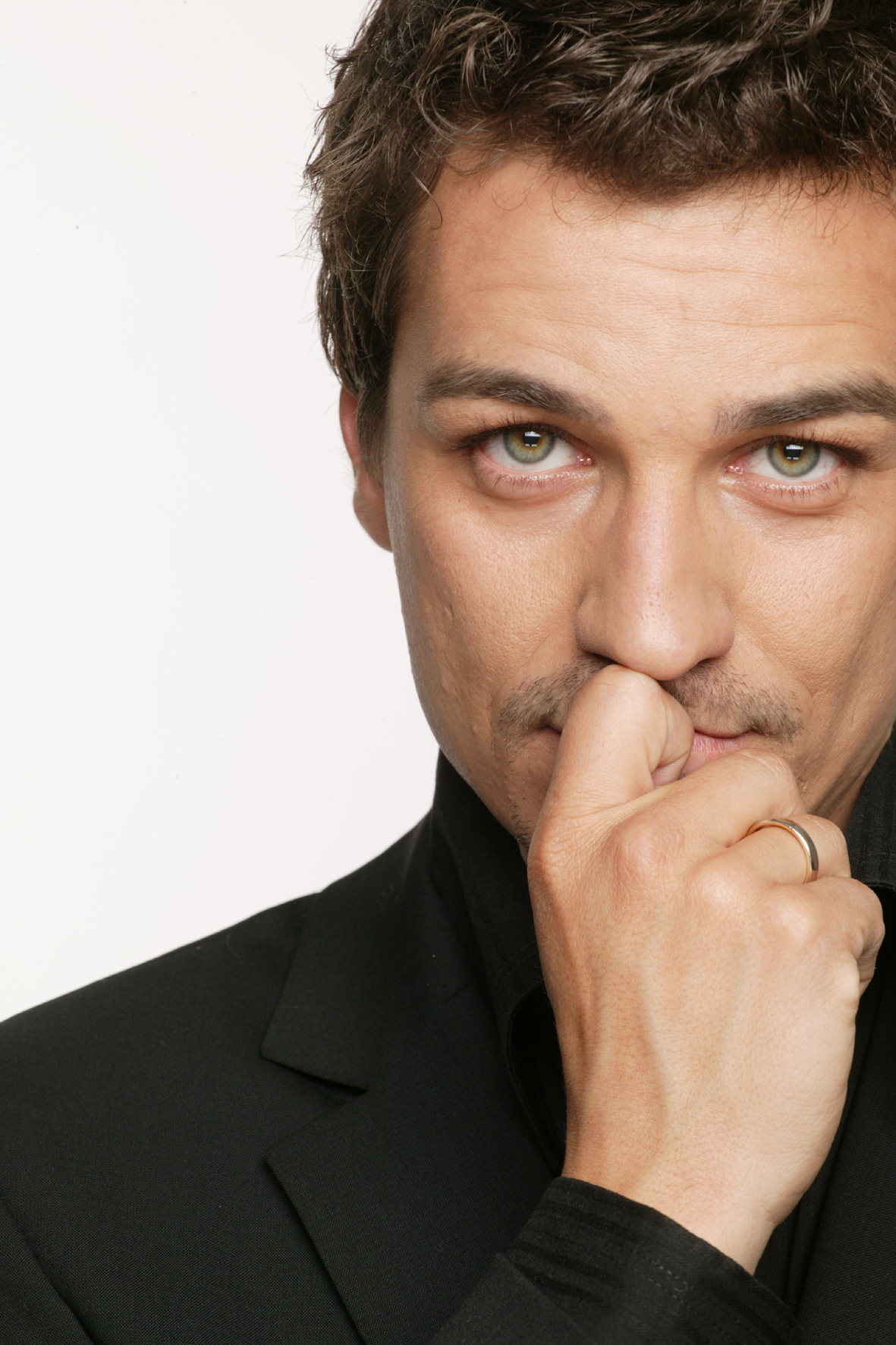
Thorsten Havener

Ich weiß, was du denkst, mit dem Untertitel Das Geheimnis, Gedanken zu lesen, ist das 2009 veröffentlichte, erste Sachbuch des Mentalisten und Zauberkünstlers Thorsten Havener, der darin Grundlagen der Wahrnehmung und der Suggestion beschreibt und damit Anleitungen für Techniken und persönlich durchzuführende Experimente gibt, um die Methodik des „Gedankenlesens“ zu lernen.

## Thematik
Das Buch Ich weiß, was Du denkst (2009) gehört zusammen mit Denken Sie nicht an einen blauen Elefanten! (2010, ISBN 978-3-499-62609-8) und Denk doch, was Du willst (2011, ISBN 978-3-8052-5021-4) zu Haveners Sachbüchern zum Thema Gedankenlesen.
Das Buch behandelt in sechs Kapiteln auf populärwissenschaftliche Weise menschliche Wahrnehmung und Verhaltensweisen, die als Grundlage für das Erkennen der Absichten und des Wissens anderer (Gedankenlesen) dienen können. Im Verlauf seiner Erklärungen schlägt Havener einfache Experimente vor, die an Situationen des täglichen Lebens angelehnt sind und die der Leser selber durchführen kann, um das vorher Erklärte in die Tat umzusetzen und auszuprobieren. Zusätzlich belegt Havener seine Aussagen mit psychologischen Experimenten aus der Literatur und führt viele Anekdoten aus der Literatur sowie aus eigener Erfahrung als erläuternde Beispiele an. Das Literaturverzeichnis umfasst 25 Referenzen.

## Inhalt
1. Die Welt ist das, wofür wir sie halten
behandelt zuerst Phänomene der menschlichen Sinneswahrnehmung wie selektive Wahrnehmung und Unaufmerksamkeitsblindheit, sowie Schlüsselwörter, die für sofortige Aufmerksamkeit sorgen, Erwartungshaltung, Halo-Effekt, unwillkürliche Mustererkennung, gewohnheitsbedingte „Informationsblindheit“ (in Bahnen denken) und Klischeedenken. Diese Verhaltensweisen, die generell bei Menschen vorkommen, können dem Gedankenleser bei seinem Vorhaben zuträglich sein unter der Bedingung, dass er sich selber bezüglich dieser Phänomene unter Kontrolle hat. Es folgen Hinweise auf gezielte, analytische Beobachtungen bezüglich von Personen, beispielsweise die Aussagekraft von Bekleidung und Accessoires, Art der Sprache, Gestik, Körperbau, Muskelverteilung etc., die es erlauben, konkrete Informationen aus der Gesamtheit dieser Details abzuleiten.
2. Der Körper verrät unsere Gedanken
ist das seitenmässig ausführlichste Kapitel und beschäftigt sich mit der Analyse und Interpretation der Körpersprache des Gegenübers. Speziell geht Havener auf die Bedeutung von Augen- und Mundbewegungen, Kopfhaltungen, Schulter- und Armpositionen, Verwendung der Hände und Positionierung von Beinen und Füssen ein.
3. Mit unseren Gedanken die Welt bestimmen
behandelt Techniken wie Autosuggestion und Fremdsuggestion zur Erzeugung von „Realitätsbildern“, wie sie beispielsweise die Werbung verwendet.
Im zweiten Teil des Kapitels behandelt Havener Fremdsuggestion durch Verwendung von „magischen Wörtern“ und bestimmten Aussagen und Fragestellungen, die konkrete Gefühle und Reaktionen beim zu Beobachtenden auslösen, wobei es besonders auf Sprachgeschwindigkeit und -rhythmus, Stimmlage, Lautstärke, Artikulation und Betonung des Gedankenlesers ankommt. Ergänzt werden diese Suggestionsversuche durch Hinweise auf die Anpassung der Körpersprache des Gedankenlesers an die Körpersprache des zu Manipulierenden.
Der dritte Teil befasst sich mit dem Aufbau von Kontakten – u. a. durch Ansprechen von Schlüsselthemen, systematischem Fragen und Zuhören, Komplimentieren, Belohnen und der Verwendung von „Barnum-Statements“.
4. Es gibt keine Grenzen: Ein Mentaltraining
behandelt Themen der mentalen Vorbereitung im Allgemeinen, aber auch im speziellen Fall für das Gedankenlesen: Das Erreichen von entspannter Aufmerksamkeit (Alpha-Zustand) durch das bewusste Abbauen von Stress, Sensibilisierung durch intuitives Verhalten, konstruktivistisches Denken und Visualisierung der erwarteten Abläufe und des erwünschten Ziels, Verarbeitung von früheren Fehlschlägen durch „positive Manipulation der Vergangenheit“ und die Bedeutung von Ritualen (vor öffentlichen Auftritten).
5. Der Augenblick der Macht
ermuntert den Leser, die präsentierten Techniken in den vorgeschlagenen Experimenten umzusetzen.
6. Es ist mehr möglich, als sie denken
Havener verwendet unter anderen die Barometer-Frage als Beispiel, dass für den (zukünftigen Gedanken)Leser, ein Ziel auf verschiedenen Wegen erreicht werden kann und dass man ebenso für eine gewisse Flexibilität und Experimentierfreudigkeit bei den von ihm vorgeschlagenen Mentalstrategien offen sein sollte.

## Zitate
„Ich zeige meine Effekte, um Menschen zu unterhalten! [...] Die Tatsache, dass die meisten Menschen nicht wissen, wie ich etwas mache, bedeutet noch lange nicht, dass diese Dinge nicht auf nachvollziehbare Weise gemacht werden können. Das ist nichts Übernatürliches. Das Erstaunliche daran ist nur, dass andere nicht wissen, wie es funktioniert.“

„Darf ich Ihnen ein Geheimnis verraten? Was Sie in diesem Kapitel lernen, wird Sie sehr beunruhigen. Falls Sie zart besaitet sind oder moralische Vorbehalte gegenüber Manipulationen haben, sollten Sie diese Seiten unbedingt überspringen und auf keinen Fall weiterlesen. [... hier folgen weitere Sätze im selben Stil ...]
Lesen Sie meine Ausführungen jetzt trotzdem weiter, dann habe ich mit der ersten verbalen Kontrolltechnik bereits Erfolg gehabt: Mit dem Heraufbeschwören von Angst. Es ist eine sehr selten angewendete, aber extrem erfolgreiche Aufmerksamkeitstechnik.“

## Rezeption
Von März bis August 2009 war das Buch in der Top Ten der Bestsellerliste, Sparte Taschenbuch/Sachbuch, mit der besten Platzierung Rang 2 am 16. März 2009; es wurde in 17 Sprachen übersetzt und erreichte in Japan Platz 1.

## Gleichnamige Tournee
Im Jahr 2013 ging Havener mit dem Programm „Ich weiß, was Du denkst“ auf Tournee; die Premiere fand im GOP Varieté München statt. Die Vorstellung in der Lichtburg Essen wurde auf DVD dokumentiert.